# 迪耶雷圣于连
迪耶雷圣于连（法語：Dierrey-Saint-Julien，法語發音：[djɛʁɛ sɛ̃ ʒyljɛ̃]）是法国奥布省的一个市镇，属于塞纳河畔诺让区。

## 地理
迪耶雷圣于连（48°18'43"N, 3°49'46"E）面积21.25 平方千米，位于法国大東部大區奥布省，该省份为法国中北部省份，北起马恩省，西接塞纳-马恩省，西南至约讷省，东南至科多尔省，东临上马恩省。
与迪耶雷圣于连接壤的市镇（或旧市镇、城区）包括：奥特地区比塞、迪耶雷圣皮埃尔、埃斯蒂萨克、丰瓦讷、马塞、梅尼勒圣卢。

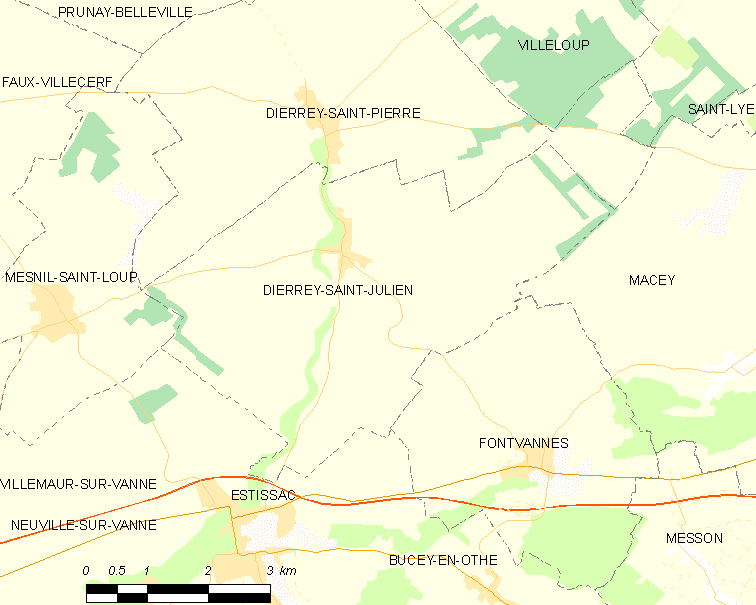
迪耶雷圣于连的OSM定位图

迪耶雷圣于连的时区为UTC+01:00、UTC+02:00（夏令时）。

## 行政
迪耶雷圣于连的邮政编码为10190，INSEE市镇编码为10124。

## 政治
迪耶雷圣于连所属的省级选区为圣利耶县。

## 人口

1962-2008年间迪耶雷圣于连人口变化图示

迪耶雷圣于连于2022年1月1日时的人口数量为274人。